# Les Planchettes
Les Planchettes (toponimo francese) è un comune svizzero di 213 abitanti del Canton Neuchâtel.

## Geografia fisica

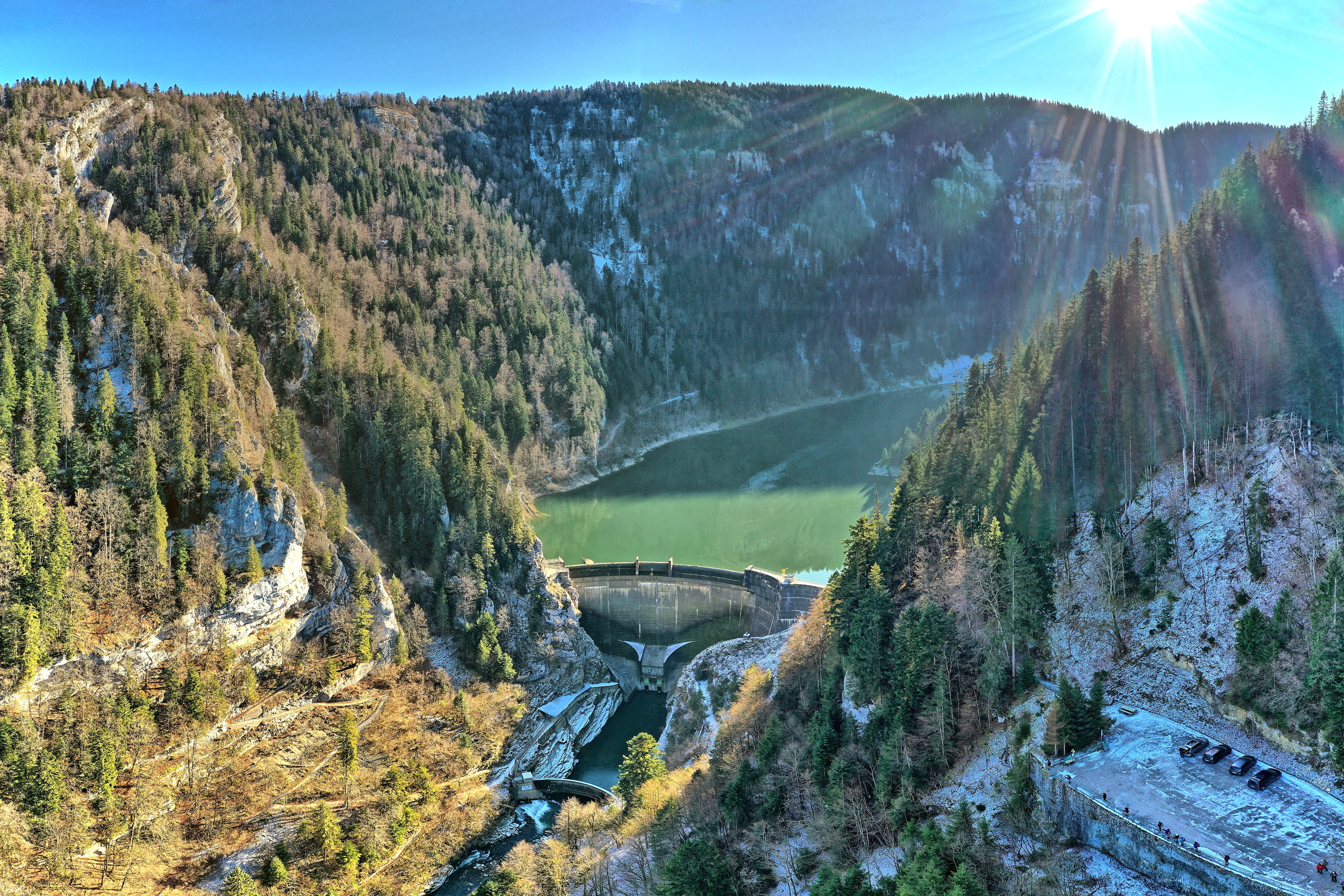
La diga di Châtelot e il lago di Moron

Il territorio di Les Planchettes si estende sul versante settentrionale del massiccio del Giura, lungo il confine tra la Francia e la Svizzera, tra il fiume Doubs (sbarrato dalla diga del Châtelot che forma il lago di Moron, a valle della cascata Salto del Doubs) e il monte Pouillerel.

## Storia
Il comune di Les Planchettes è stato istituito nel 1812.

## Monumenti e luoghi d'interesse
- Chiesa riformata, eretta nel 1702[3];
- Chiesa cattolica, eretta nel 1877[3];
- Diga del Châtelot, costruita nel 1953[3].

## Società

### Evoluzione demografica
L'evoluzione demografica è riportata nella seguente tabella:
Abitanti censiti

## Economia
L'economia locale si basa prevalentemente sull'agricoltura.